# Психоз (роман)
«Психоз» (англ. Psycho), также известный под названиями Психо и Психопат — психологический роман-триллер 1959 года, написанный американским писателем Робертом Блохом. Трижды был экранизирован — Альфредом Хичкоком, Гасом Ван Сентом и Такером Гейтсом (сериал «Мотель Бейтса») .

## Сюжет
Норман Бейтс — холостяк среднего возраста, чьей жизнью управляет властная мать Норма, вместе с которой они держат небольшой мотель в городе Фэйрвэл, штат Калифорния. Их бизнес чахнет после того, как шоссе было перенесено дальше от мотеля. Однажды, прямо посреди ужасной ссоры между матерью и сыном приезжает новый постоялец — девушка по имени Мэрион Крэйн, сбежавшая после кражи $40 тысяч из агентства недвижимости, в котором она работала. Деньги она хочет потратить на свадьбу и совместную жизнь со своим любовником Сэмом Лумисом. Норман застенчиво просит девушку пообедать с ним, что приводит в ярость его мать — Мэрион слышит её крики «Я убью эту суку!».
Во время ужина, между Норманом и Мэри происходит разговор, во время которого девушка предлагает отдать женщину в психиатрическую клинику, но Норман уверяет, что его мать находится в здравом уме. Вернувшись в номер, Мэрион решает вернуть деньги и принять последствия своего поступка. Несколько минут спустя в её номере появляется старуха, которая убивает девушку кухонным ножом, а затем обезглавливает. Напившись после ужина, Норман теряет сознание, а придя в себя мужчина обнаруживает труп Мэрион. После долгих размышлений и желания сдать мать властям, Норман решает спрятать тело Мэрион.
Тем временем, Сэм знакомится с сестрой Мэри, Лайлой, которая обеспокоена исчезновением девушки. С ними обоими встречается Милтон Арбогаст — частный следователь, нанятый боссом Мэрион для поиска денег. Вскоре зацепки приводят его к мотелю Бейтса, и после разговора с Норманом понимает, что тот что-то от него скрывает. Он звонит Лайле и сообщает ей о своих догадках, а затем направляется в дом Бейтсов, где вновь происходит страшное убийство.
Сэм и Лайла приезжают в Фэйрвэйл в поисках Арбогаста. Там они знакомятся с шерифом, который говорит им, что миссис Бейтс давно умерла: она отравила себя и своего любовника Джо Консайдена. Юный Норман нашёл тела и получил психологическую травму, в результате чего провёл некоторое время в психиатрической клинике. Так молодые люди приезжают в мотель, и пока Сэм отвлекает внимание Нормана, Лайла пробирается в дом Бейтсов, где находит мумифицированный женский труп. В ту же минуту на неё нападает старуха с ножом, оказавшаяся переодетым в костюм матери Норманом. Сэм, на которого напал Норман после того, как Лайла отправилась в дом, приходит в себя и спасает женщину. Затем приезжает полиция и арестовывает Бейтса.
В участке следователь сообщает, что выяснилось, что это Норман отравил мать и её любовника. Она была деспотичной женщиной, которая воспитывала сына в строгости, уверяя, что секс — это грех, а все женщины вокруг — шлюхи. Когда же у Нормы Бейтс появился любовник, Норманом овладела ревность, и он убил обоих. В итоге, чтобы подавить в себе чувство вины, Норман развил в себе вторую личность — личность его матери, которой приписывал убийства других девушек, не только смерть Мэрион.

## Истоки
В ноябре 1957 года, за два года до выхода романа, Эд Гин был арестован в своём родном городе Плэйнфилд, штат Висконсин за убийство двух женщин. Когда полиция обыскала его дом, то нашла посуду, мебель, а также множество изделий быта, изготовленных из человеческой кожи и частей тела. Психиатры, осмотревшие Гина пришли к выводу, что он пытался создать себе подобие женского костюма, чтобы притворяться своей умершей матерью, которую соседи описывали как пуританку с жёстким и властным характером.
На момент ареста Гина Блох жил всего в 35 милях (56 километрах) от Плэйнфилда, в городе под названием Вэйавега. Услышав о страшных событиях, но не знакомый с деталями этой криминальной истории, Блох начал писать роман о человеке, живущем по-соседству, и оказавшимся настоящим затаившимся монстром. Много лет спустя, когда подробности дела всплыли наружу, Блох удивился тому, как точно он продумал Нормана Бейтса, и как он похож на Эда Гина. Он пояснял, что роман основан не на реальной жизни маньяка, а на «ситуации», так как во время его создания он был мало осведомлён с фактами: 
Я знал, что он обитал в маленьком городке с населением в семьсот жителей. Сам я жил примерно в пятидесяти милях оттуда, в другом маленьком городке на тысячу двести человек, и понимал, что это тот самый случай, когда, если ты чихнул в северной части города, из южной доносится «Будьте здоровы!». Итак, мне было известно лишь, что некий человек совершил несколько чудовищных убийств в маленьком городке. Он прожил там всю жизнь, и никто ни в чём не заподозрил его. Такова была ситуация, позволявшая думать, что за ней стоит некая история; на основе этой ситуации я и написал роман. Лишь впоследствии, уже после того, как образ Нормана Бейтса был придуман, я узнал, насколько близок он к реальному Эду Гейну.

## Критика
Энтони Бучер писал, что Блох «демонстрирует, что правдоподобная история психического заболевания может быть более леденяще ужасающей, чем все неведомые ужасы, вызванные сотрудничеством По и Лавкрафта».

## Продолжения
Некоторое время спустя Блох написал ещё два продолжения своего романа, но ни по одному из них не был снят сиквел фильма Альфреда Хичкока — новые фильмы были сняты по оригинальному сценарию, чьи сюжеты отдалённо напоминали события романов.
В первом романе-продолжении Психоз 2, Норман сбегает из психиатрической лечебницы, переодевшись монашкой, в Голливуд, который для читателей выглядит ещё более сумасшедшим, чем сам Бейтс. В третьем романе Дом психопата действие происходит много лет спустя, когда отель Бейтса был открыт для туристов в качестве местного аттракциона.

## Экранизации
Роман был трижды экранизирован Голливудом — Альфред Хичкок снял свою версию ещё в 1960 году с Энтони Перкинсом и Джанет Ли в главных ролях. А в 1998 году вышла экранизация Гаса Ван Сэнта с Винсом Воном и Энн Хэчч в ролях Нормана Бейтса и Мэрион Крейн соответственно. (О третьей экранизации см. ниже).
Кроме того, фильм Хичкока породил ещё 3 продолжения, а в конце 1980-х годов был снят пилотный эпизод телевизионного сериала, в котором действие происходит в отеле Бейтса, уже после смерти Нормана. Однако ни один из следующих фильмов не добился славы оригинала 1960 года, а версия 1998 года была негативно принята как критиками, так и зрителями — фильм буквально по кадрам воспроизводил картину Хичкока, и, разумеется, ремейк не смог тягаться с оригиналом.
В 2013 году состоялась премьера телесериала «Мотель Бейтса», который рассказывает о жизни Нормана Бейтса и его матери Нормы до событий первого фильма. В 45-й и 46-й сериях представлены события из книги «Психоз» (не без отличий; главное из них в том, что Норман убивает не Мэрион, а Сэма Лумиса), поэтому их тоже можно назвать экранизацией романа. (Всего серий — 50; пять сезонов, и в каждом по десять серий).

## Русское издание
В России роман издавался несколько раз. Ниже представлены наиболее известные издания:
- В 1992 году в антологии «Таящийся ужас» под названием «Психопат» вместе с «Историей Чарльза Декстера Варда» Лавкрафта и рассказами разных авторов.
- В 1993 году в сборнике из 496 страниц издательства Флокс под названием «Психопат» в переводе А. Сыровой, где кроме романа Блоха также были опубликованы Постоялый двор «Ямайка» Дафны Дюморье (также экранизированный Хичкоком) и Наследство Скарлатти Роберта Ладлэма.
- В 1993 году издательством Кедр под названием «Чучело белки» в переводе С. Папикяна[4].
- В 1994 году роман в переводе А. Сыровой издавался в серии Бестселлеры Голливуда вместе с романом Танцы с волками (1988), экранизированным в 1990-м году.
- В 2002 году в сборнике серии «Альфред Хичкок представляет» издательства «Центрполиграф» вместе с романами Джона Бучана «39 ступеней» и «Исступление» Артура Ла Берна.
- В 2009 году издательством Азбука-Классика в книге из 608 страниц были представлены все три романа франшизы Роберта Блоха в переводе Рамина Шидфара (Психоз) и Игоря Богданова (Психоз 2 и Дом психопата).